# HTC Windows Phone 8S
De HTC Windows Phone 8S of HTC WP 8S is een smartphone van HTC. De telefoon werd op 19 september 2012 aangekondigd. Het vormt samen met de Windows Phone 8X de derde reeks van Windows Phone-toestellen van het Taiwanese bedrijf.
De HTC WP 8S heeft een Super-LCD-2-aanraakscherm van 4,0 inch met een resolutie van 400 bij 840 pixels. De smartphone komt uit in verschillende combinaties: geel-grijs, wit-zwart, blauw-zwart en eentje met roodtinten. Het toestel doet erg veel denken aan de Lumia-reeks van de Finse fabrikant Nokia, vanwege de overeenkomst met de felle kleuren. Verder is er een 5 megapixel-cameralens aan de achterkant aanwezig en een camera voor videobellen aan de voorkant.